# Operazione Khanjar
L'operazione Khanjar, nota anche col nome di Strike of the Sword (colpo di spada in italiano) è una campagna militare lanciata nella provincia di Helmand (sud Afghanistan) dall'esercito statunitense, supportato dalle forze armate afghane, contro i ribelli talebani.
Nell'operazione, cominciata il 2 luglio 2009, sono coinvolti circa 4000 marine e 650 membri dell'esercito nazionale afghano: si tratta quindi della più grande campagna bellica lanciata degli Stati Uniti dai tempi della seconda battaglia di Fallujah (7 novembre - 23 dicembre 2004). L'operazione si concluse parzialmente il 20 agosto 2009 con la vittoria americana.
I marine stanno tentando di sfondare principalmente in tre importanti città lungo un tratto di 75 miglia della valle del fiume Helmand, a sud di Lashkar Gah.